# Musée de la batellerie d'Allier
Pour l’article homonyme, voir Musée de la batellerie.
Le musée de la batellerie d'Allier est situé à Pont-du-Château (Puy-de-Dôme) sur la rivière Allier, à 14 km de Clermont-Ferrand.
Le musée municipal Pierre-Mondanel est installé dans les anciennes cuisines du château. Il porte le nom de l'ancien historien local, mort en 1985 et auteur de l'Ancienne Batellerie de l'Allier et de la Dore, référence pour l'histoire de la navigation fluviale.

## Le musée
Le musée inauguré en 1986 a commencé avec tous les documents et objets amassés durant 15 ans par Pierre Mondanel sous forme de don fait par sa fille à l'association locale des Amis du vieux Pont-du-Chateau. La municipalité a mis à disposition les locaux. Beaucoup d'autres habitants apporteront des objets personnels.
Le musée relate le passé fluvial de la ville qui, traversée par la rivière Allier, fut du XVIe à la fin du XIXe siècle, le siège d'une batellerie active.

Il présente de nombreuses maquettes et objets liés à la batellerie (sapinières, coches d'eau, chalands, ...) et il dispose également d'une riche collection d'objets des arts et traditions populaires.